# Совокупный спрос
Совоку́пный спрос (англ. aggregate demand) — макроэкономический показатель, спрос на конечные товары и услуги всех макроэкономических агентов в определенный промежуток времени и при определенных уровнях цен.

## Функция совокупного спроса и её основные параметры

Взаимосвязь между двумя моделями: «Кейнсианский крест» (один из самых известных способов изображения совокупного спроса) и классическая кривая совокупного спроса

Классическая модель совокупного спроса и совокупного предложения (модель AD-AS). Кривая совокупного спроса имеет отрицательный наклон

Функцию совокупного спроса обычно представляют в виде суммы четырех основных источников спроса:
{\displaystyle AD=C+I+G+X_{n}\ },
где
- {\displaystyle C\ } — потребление или потребительские расходы,
- {\displaystyle I\ } — инвестиции,
- {\displaystyle G\ } — государственные закупки,
- {\displaystyle X_{n}\ } — чистый экспорт

### Основные параметры
- Потребительские расходы (обозн. С) — расходы домохозяйств на товары и услуги. Потребительские расходы могут быть как автономными (то есть не зависящими от уровня дохода), так и, наоборот, зависящими от заработка и величины предельной нормы потребления (mpc) (насколько увеличиваются расходы при каждой дополнительной единице располагаемого дохода (Yd)). Таким образом,

{\displaystyle C=C(autonomous)+mpc*Yd}, где
{\displaystyle mpc={\frac {\Delta C}{\Delta Yd}}}
- Сбережения домохозяйств (обозн. S):

{\displaystyle S=S(autonomous)+mps*Yd}, где
{\displaystyle S(autonomous)=-C(autonomous)};
{\displaystyle mps={\frac {\Delta S}{\Delta Yd}}}
- Инвестиции (обозн. I). Фирмы закупают капитал для увеличения производства товаров и услуг с целью максимизации прибыли.
- Государственные закупки товаров и услуг (обозн. G) — инвестиции государства, зарплата государственным служащим и т. п.
- Чистый экспорт (обозн. Xn или NX) — разница между экспортом и импортом. Соотношение экспорта и импорта показывает состояние торгового баланса. Если экспорт превышает импорт, то в стране профицит торгового баланса, если импорт превышает экспорт, то имеет место дефицит торгового баланса. Чистый экспорт может быть как автономным, так и зависящим от предельной нормы к импорту (mpm) и уровня совокупного выпуска. Предельная склонность к импорту объясняет, насколько в среднем увеличивается поступление импортных товаров в страну при каждой дополнительной единице совокупного дохода (или реального ВВП).

{\displaystyle Xn=Ex-Im}
{\displaystyle Xn=(Ex(autonomous)-Im(autonomous))-mpm*Y}, где
{\displaystyle mpm={\frac {\Delta Im}{\Delta Y}}}
- Чистые налоги (обозн. T) —- разница между налогами и трансфертами. Соотношение государственных закупок и чистых налогов показывает состояние государственного бюджета. Если государственные закупки превышают чистые налоги, то в стране дефицит государственного бюджета, соответственно профицит бюджета означает, что чистые налоги превышают размер государственных закупок.

{\displaystyle T=Tx-Tr}
- Совокупный выпуск (обозн. Y) — сумма всех статей расходов, которая определяет ВВП. формула совокупного выпуска для открытой экономики, определяющая функцию совокупного спроса, выглядит следующим образом[1]:

{\displaystyle Y=C+I+G+Xn}.

## Соотношение параметров совокупного спроса
Как правило, наибольший вес в совокупном спросе представляет сектор домашних хозяйств. В России доля этого макроэкономического субъекта в 90-х годах составляла от 40 до 50 %, в 2004 году — 47,8 %. Инвестиции в 2004 году занимали приблизительно 21,2 %, государственные закупки товаров и услуг — 16,1 %, а чистый экспорт — 12,6 % от ВВП.
Для сравнения: в ВВП США потребительские расходы составляли около 70 %, инвестиции — 16,4 %, государственные закупки — 18,9 % и чистый экспорт — −5.3 %.

## Причины отрицательного наклона кривой совокупного спроса

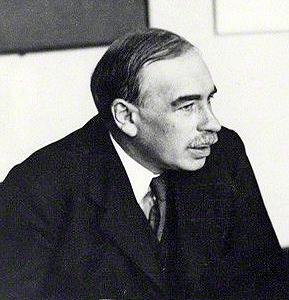
Джон Мейнард Кейнс

Поскольку совокупный спрос является суммой всех спросов и зависит от объёмов общего выпуска, отрицательный наклон его функции невозможно объяснить микроэкономическими понятиями, то есть эффектами замещения и дохода. Существуют три основных эффекта, поясняющих отрицательную зависимость между выпуском и уровнем цен в экономике, то есть, отрицательный наклон кривой совокупного спроса.

### Эффект реального богатства
Автором данной идеи стал британский экономист Артур Пигу. Эффект реального богатства, более известный как «эффект Пигу», предполагает, что при увеличении уровня цен падают размеры реального богатства населения, что приводит к сокращению потребительских расходов. Таким образом, падает совокупный спрос, а вместе с ним и уровень выпуска.

### Эффект процентной ставки
Джон Мейнард Кейнс предложил другое объяснение такой отрицательной зависимости. Он считал, что при увеличении уровня цен в экономике очевидно растёт величина спроса на деньги при неизменном спросе на реальные денежные остатки. Увеличение величины спроса на деньги, в свою очередь, провоцирует повышение реальной ставки процента. Рост банковской ставки процента по кредитам не приветствуют инвесторы, предпочитающие финансировать бизнес-проекты кредитами от банков, а не из собственного кармана. Таким образом, рост спроса на деньги отпугивает инвесторов, что, в свою очередь, ведёт к сокращению инвестиций в экономике. Следовательно, падает уровень выпуска.

### Эффект импортных закупок

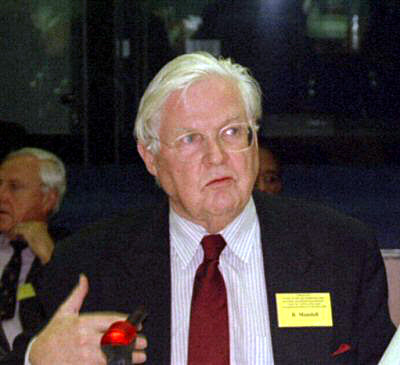
Роберт Манделл

Данный эффект более известен как «эффект Манделла-Флеминга», названный так по именам его авторов: канадца Роберта Манделла и английского экономиста Джона Флеминга. Этот эффект связан с состоянием торгового баланса страны. Он гласит, что при увеличении уровня цен падает экспорт рассматриваемой страны: товары и услуги там становятся дороже, а импортируемые товары — относительно дешевле для населения. Следовательно, увеличивается импорт в страну и падает экспорт из неё. Из этого следует, что величина чистого экспорта понижается, а это говорит о том, что падает объём совокупного выпуска.

## Проблемы моделирования
Совокупные спрос и предложение — это не статистические понятия макроэкономики, предназначенные для изучения всего круга явлений и процессов, влекущих стоимостный дисбаланс между объёмом покупок и объёмом производства товаров, поступающих на один и тот же рынок в одно и то же время. Эти понятия не вписываются в классификацию научных экономических понятий (и поэтому не могут быть определены непосредственно), отличаясь отчасти противоречивыми, отчасти расплывчатыми особенностями:
- В основу понятий положено представление об экономических намерениях совокупного покупателя, с одной стороны, и совокупного продавца, с другой. В качестве покупателя выступают как конечный потребитель (множество физических лиц), так и производитель (множество юридических лиц), покупающий средства производства. В качестве продавца выступают как производитель товара (вся сфера производства вещей и услуг), так и посредник (сфера торговли);
- Если, согласно определению, субъекты рынка имеют намерения покупать-продавать, то почему не реализуют их, а если предположить, что намерения реализуются, то возникает справедливый вопрос Оккама: зачем изучать намерения, если налицо реальность? Ответ очевиден: если изучать реальность, тогда её можно было бы измерить, а значит, можно было бы проверить домыслы теоретиков метода «спроса-предложения»;
- Понятия совокупных спроса-предложения нарочито размыты и, таким образом, не подпадают под модель «научной абстракции» — доведение представления о реальности до такого состояния (свободного от существенных особенностей), когда его можно легко формализовать, сделать однозначными и тем самым определить. Заметим, что на научной абстракции держится не только математика, но и теоретическая физика и вообще всё то, что называют наукой. Хотя модель «научной абстракции» заведомо отличается от реальности, но предполагает, что разработаны способы перехода от абстракции к реальности;
- Не заостряя внимания на базовых определениях, метод «совокупных спроса-предложения» используют для логического и механистического анализа динамики взаимодействия разных сторон национального хозяйства, выраженных в таких макроэкономических показателях как: реальный ВВП, уровень цен, денежная масса вне Центрального банка, процентная ставка по кредитам и депозитам, уровень безработицы, норма банковского резерва, уровень налогообложения.
- В массовой экономической литературе (как описательной, так и исследовательской) каждый автор толкует эти понятия на свой лад, по большей части далёкий от базовой теории. Нередко под этими терминами понимают те или иные статистически определённые макропоказатели, предлагая, обычно в неявном виде, собственное видение экономических отношений.